# 东莞市第一中学
东莞市第一中学，简称东莞一中，是一所位于广东省东莞市的高级中学、东莞市教育局直属学校，校址位于东莞市东城街道牛山伟业路178号。

## 学校历史
学校创建于1957年，当时的名称为“东莞县建设中学”，是由东莞县工商联合会创办的一间初级中学。
1970年增设高中部。
1971年更名为“莞城第一中学”。
1998年8月搬迁到城区学院路126号（现东莞中学初中部校址）
2004年实行初高中分离，初中为现东莞中学初中部，搬迁至现址东城区牛山伟业路178号
2005年更名为“东莞市第一中学”至今。

## 办学规模
截至2013年4月，东莞市第一中学占地面积11.67万平方米（175亩），建筑面积10.44万平方米，有教学班60个，在校学生3000多人，专任教师219人。
学校有标准田径场等体育场馆；有各类实验室、多媒体室等；图书馆藏书近14.6万册；每个教室都配有电脑、电视、数字展台等设备。

## 师资力量
截至2024年5月，共有教师299人，其中省名师工作室2个，省中小学“百千万人才培养工程”名师名校长3人，市名师工作室8个，市学科带头人29，市教学能手73人，南粤优秀教师9人，特级教师3人，人数超全校教师的50%

## 集团化办学
东莞市第一中学（集团）由以下3所学校组成：
- 东莞市第一中学
- 东莞市第一中学（集团）东莞市中堂实验中学
- 东莞市第一中学（集团）东莞市桥头中学
- 东莞市第一中学（集团）东莞市第十一中学